# 天菩薩
《天菩薩》是1987年上映的一齣香港電影，由嚴浩執導，顏彼得、孫飛虎、魏宗萬主演。本片獲提名第7屆香港電影金像獎最佳電影。

## 剧情
第二次世界大战期间，美军飞行员James Woods在执行驼峰航线时因飞机失事而流落大凉山，遭卖给彝族做奴隶，改名拉铁。拉铁在彝区生活十年，并剃了传统发型“天菩萨”，还爱上了女娃子牛牛。当他已适应那种生活时，却被通知要返回美国。

## 角色
| 演員            | 角色             | 備註                   |
| 顏彼得          | 依達             | 家支首领               |
| 孫飛虎          | 張煙販           |                        |
| 魏宗萬          | 沙馬子           | 娃子                   |
| 張路彤          | 牛牛             |                        |
| 胡小寶          | 弄呷             |                        |
| 陳瑤            | 拉摩             |                        |
| 何十塔          | James Woods/拉鐵 | 美國空軍中尉，“洋娃子” |
| Steve Horowitze |                  | 美軍官                 |
| 高群            |                  | 弄呷伯                 |
| Nigel Kat       |                  | 美軍官                 |
| 史小勇          |                  | 沙馬阿兵               |
| 殷麗蓉          | 尼哈莫           |                        |
| 王秀英          | 沙瑪莫           |                        |
| 吉拉伍一        |                  | 沙馬阿兵哥             |
| 何秀雲          |                  | 沙馬阿兵母             |
| 向詩律          |                  | 依達妻                 |
| 潘厚成          |                  | 管家                   |
| 邱永才          |                  | 司務長                 |
| 吳繼華          |                  | 政委                   |
| 馬志富          |                  | 參謀長                 |
| 王紀朝          |                  | 團長                   |
| 康樂樂          | 樂樂             |                        |
| 嚴浩            |                  | 美軍翻譯               |

## 考证
《洛杉矶时报》记者乔纳森·凯曼曾前往凉山考察，发现“美国飞行员因飞机失事而成为娃子”的故事在凉山广为流传。后经过考证后，发现曾有数个执飞驼峰航线的美军飞行员在飞机在凉山失事的案例，但这些当时人并没有被彝族奴隶，反而和当地数个家支交涉成功后沿金沙江前往宜宾联系上美军；不过，在金阳县发现当地确实曾经有一名叫“拉铁”的白人奴隶，但可能不是美军士兵。1956年人民政府在凉山建政后，“拉铁”被认定为间谍并被送往昭觉县乌坡矿进行劳动改造，不久死于铁矿。

## 外部連結
- 香港影庫上《天菩薩》的資料（繁體中文）
- 豆瓣电影上《天菩薩》的資料 （简体中文）
- 时光网上《天菩薩》的資料（简体中文）
- AllMovie上《天菩薩》的资料（英文）
- 互联网电影数据库（IMDb）上《天菩薩》的资料（英文）